# Piula llisa
La piula llisa (Anthus leucophrys) és un ocell de la família dels motacíl·lids (Motacillidae).

## Hàbitat i distribució
Habita praderies des del sud-oest de Mauritània, Senegal i Gàmbia, cap a l'est, a través del sud de Mali i sud de Txad fins al centre i sud del Sudan, Etiòpia, extrem nord-oest de Somàlia, Kenya i sud i nord de Tanzània i cap al sud fins al nord de Namíbia, nord de Botswana, Zàmbia i nord de Malawi. Extrem sud de Moçambic, Sud-àfrica.